# Le Petit Français illustré
Pour les articles homonymes, voir Illustré.
Ne doit pas être confondu avec Le Petit Illustré.
Le Petit Français illustré, journal des écoliers et des écolières, est un hebdomadaire illustré français publié de 1889 à 1905.
Fondé en mars 1889 par Armand Colin et destiné à la jeunesse, ce journal se composait principalement de récits en feuilletons et de chroniques éducatives. Disparu en novembre 1905, il reste, en France, le plus célèbre périodique destiné à la jeunesse de la fin du XIXe siècle.
Le premier numéro fait 12 pages, vendu 10 centimes, illustré à l'intérieur de gravures en noir et blanc, comme la couverture et le dos. Plus tard, la couverture et le dos passèrent en couleurs. Le prix resta inchangé durant toute l'existence du titre.
Dès 1889, Christophe y a publié en bande dessinée, sous forme de séquences de dessins avec un texte disposé en récitatif sous les images, ce qui constitua une première, La Famille Fenouillard ; puis, jusqu'en 1904, Les Facéties du sapeur Camember, L'Idée fixe du savant Cosinus et Les Malices de Plick et Plock.
Pendant un certain temps, une édition belge a été distribuée à Bruxelles par les grands magasins de confection Compagnie anglaise. 
Le magazine publia des suppléments contenant des concours ; l'un des cadeaux consistait en un rond de serviette conçu par l'artiste Jehan Raymond.
Fut aussi créée une collection, la « Bibliothèque du Petit Français », qui reprit sous forme de volumes illustrés, les histoires publiées en feuilleton. Alfons Mucha y avait sa propre collection, soit 17 récits illustrés par ses soins. 

## Numéros de l'année 1896
Les numéros de l'année 1896 sont illustrés de gravures en noir et blanc.

## Dernier numéro en novembre 1905
Le dernier numéro sort le 25 novembre 1905, sans doute concurrencé par des périodiques imprimés totalement en couleurs comme La Jeunesse illustrée, lancé en deux ans plus tôt.

## Contributeurs
- Gil Baer
- Émile Bayard
- Antonio Caula y Concejo (A. de Caula)
- Eugène Cottin
- Christophe
- Arthur Good (Tom Tit)
- Chéri Hérouard
- Marcel Lecoultre
- Édouard Loëvy
- Georges Lemoine
- Émile Mas
- Henry Morin
- Valéry Müller
- Alfons Mucha (17 récits illustrés)
- Henri Pille
- Lucien-Paul Pouzargues
- Ferdinand Raffin
- Georges Redon
- Georges-Antoine Rochegrosse
- Albert Robida
- José Roy
- Marcel-Pierre Ruty
- Paul Steck
- Steinlen
- Martin Van Maele (Maurice Martin)
- Eugène Vavasseur

## Exemples de couvertures

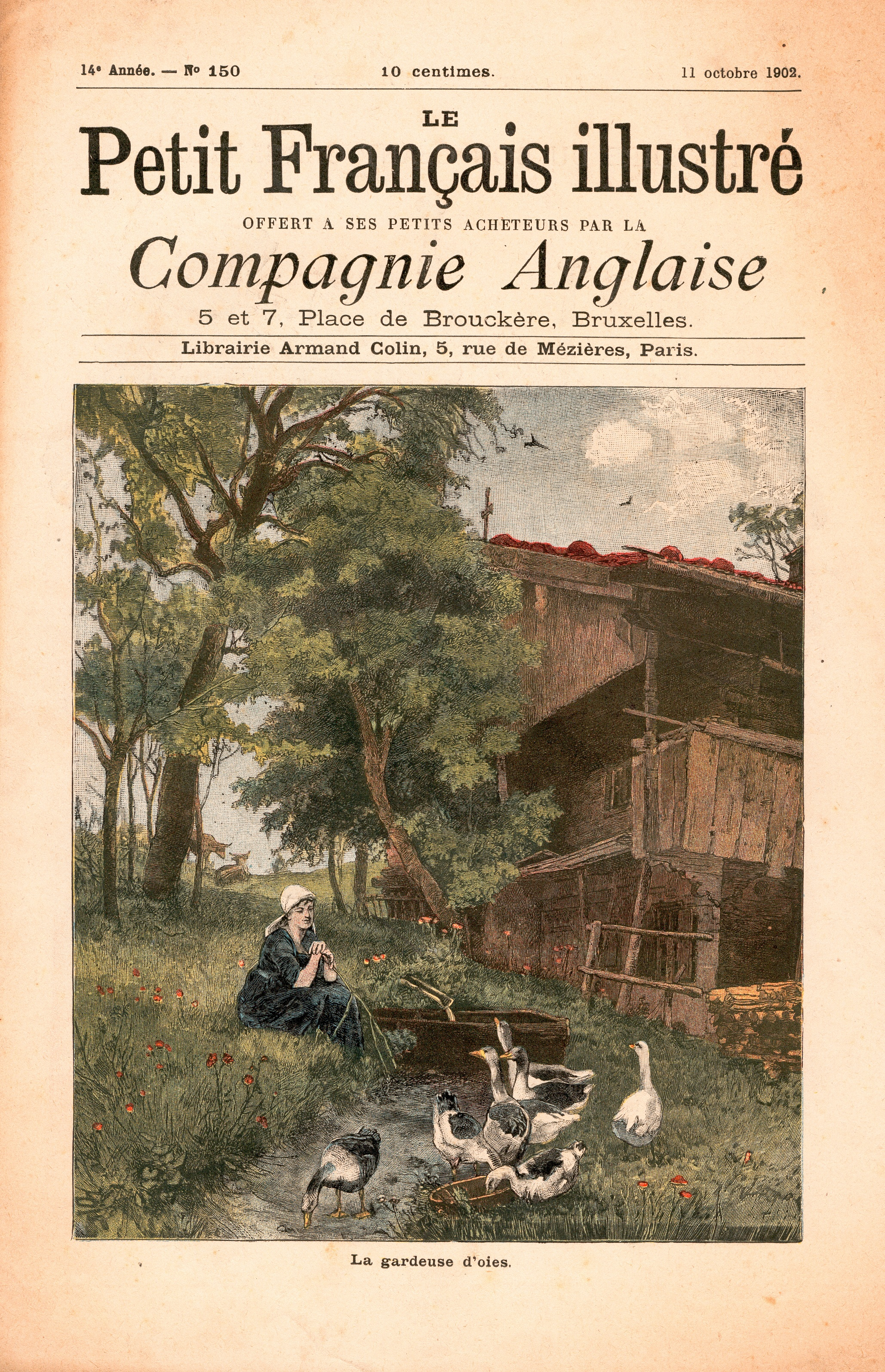
Édition belge du Petit Français illustré du 11 octobre 1902.
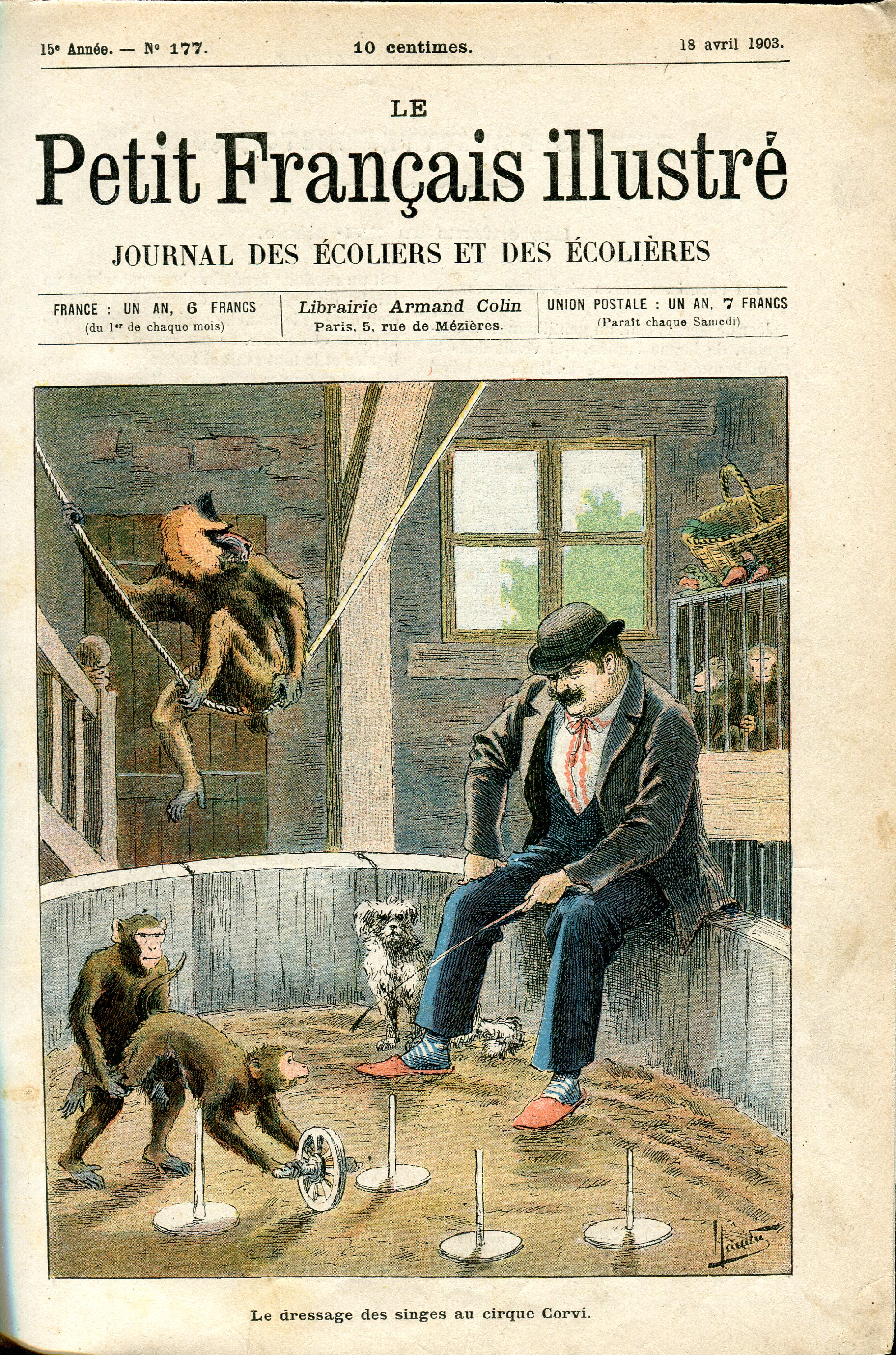
Couverture du 19 avril 1903
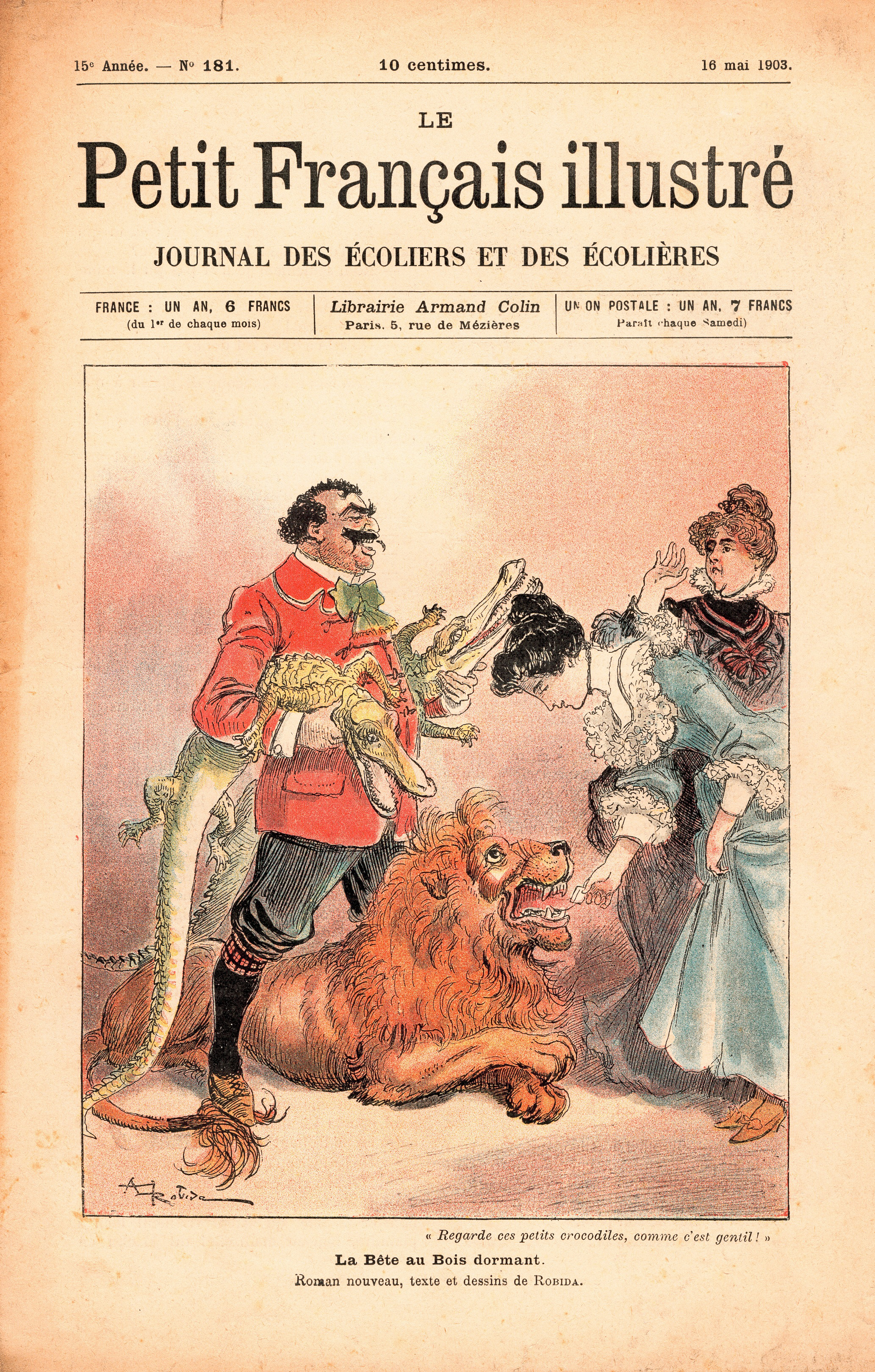
Couverture du 16 mai 1903, avec une illustration d'Albert Robida.